# Philibert Bugnyon
Philibert Bugnyon (1530 – env. 1590) est un poète français.

## Biographie
Né à Mâcon, Bugnyon s'installe à Lyon comme avocat vers 1557. Il y fait paraître ses Erotasmes, seule œuvre poétique qu'il ait publiée.

Bugnyon a également une œuvre de juriste et d'historien.

## Œuvres
- Erotasmes de Phidie et Gélasine, 1557, éd. Gabriel-A. Pérouse et M.-Odile Sauvajon. Genève : Droz, 1998 (Textes littéraires Français).
- Chronique de la ville de Mascon, 1560, éd. Nicolas Edoard, Lyon
- Remonstrance et advertissement aux Estatz Generaux de la France, 1576, éd. Pierre Roussin, Lyon
- De la paix, et du proffit qu'elle rapporte, 1577, éd. Benoist Rigaud, Lyon
- Traicté des loix abrogées et inusitées en toutes les cours du royaume de France, 1563, éd. Barthelemi Molin, Lyon